# Coccopigya
Coccopigya is een geslacht van weekdieren uit de klasse van de Gastropoda (slakken).

## Soorten
- Coccopigya barbatula B. A. Marshall, 1986
- Coccopigya compuncta (Marwick, 1931) †
- Coccopigya crebrilamina B. A. Marshall, 1986
- Coccopigya crinita B. A. Marshall, 1986
- Coccopigya hispida B. A. Marshall, 1986
- Coccopigya komitica B. A. Marshall, 1986 †
- Coccopigya lata Warén, 1996
- Coccopigya mikkelsenae McLean & Harasewych, 1995
- Coccopigya oculifera B. A. Marshall, 1986
- Coccopigya okutanii Hasegawa, 1997
- Coccopigya otaiana B. A. Marshall, 1986 †
- Coccopigya punctoradiata (Kuroda & Habe, 1949)
- Coccopigya spinigera (Jeffreys, 1883)
- Coccopigya viminensis (Rocchini, 1990)